# Trvalka

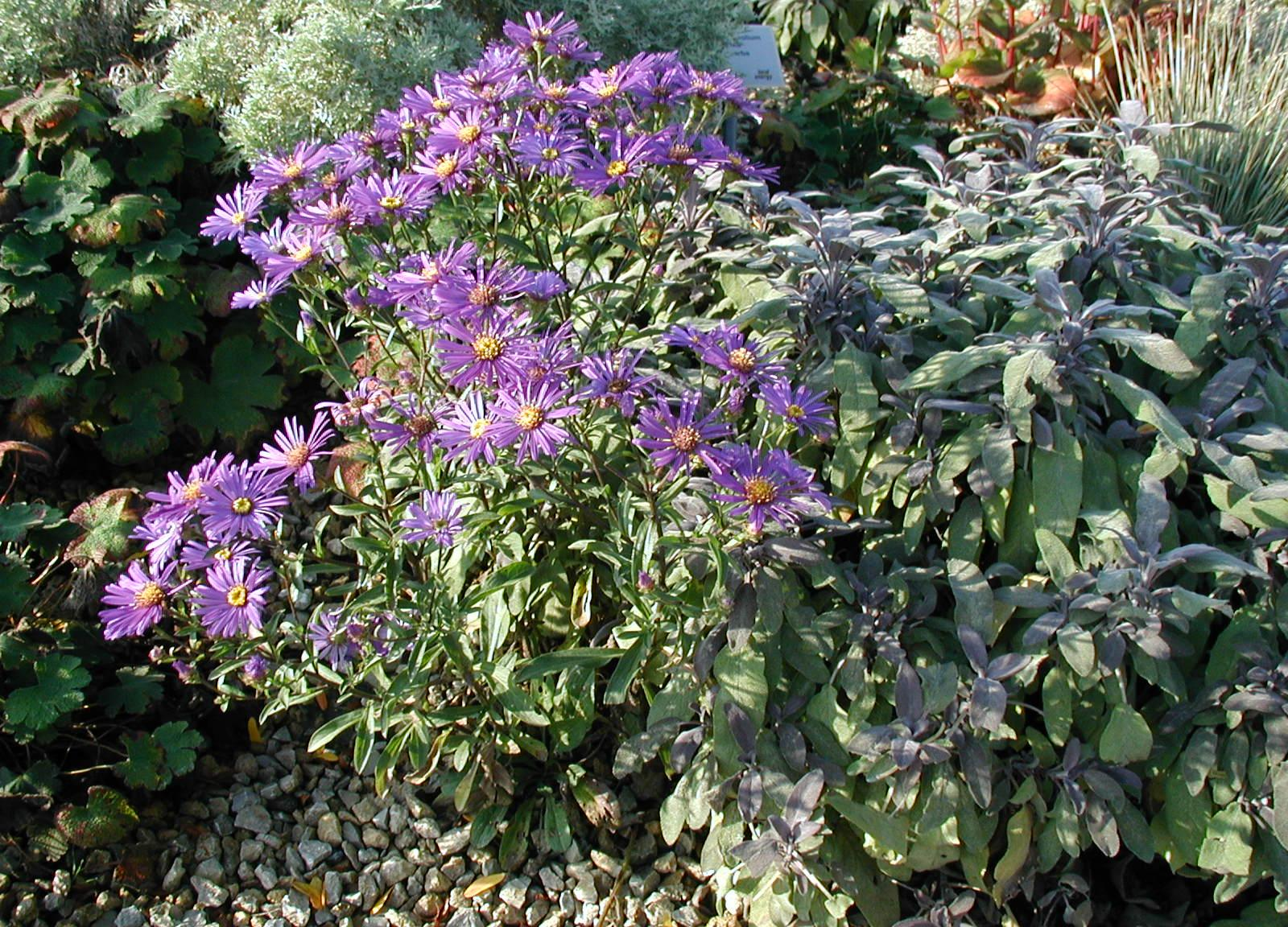
Mezi velmi ceněné trvalky patří Symphyotrichum dumosum‎

Trvalky (pereny) je označení pro skupinu rostlin, které jsou podle botanické definice víceleté nedřevnaté rostliny. Trvalky během svého života obvykle také kvetou a mívají semena. Jde o zahradnický výraz zahrnující pěstované druhy a odrůdy vytrvalých bylin.
Nepříznivé vegetační podmínky, např. zimu a sucho velmi často přečkávají pouze podzemní orgány – kořeny, oddenky, hlízy, cibule. Nadzemní orgány – listy a stvoly – u většiny trvalek odumřou. Příkladem bylin, kde přežívá zimu i nadzemní část jsou netřesky nebo traviny. Podzemní části jsou zásobárnami živin a vody. Za vhodných vegetačních podmínek rostlina vyraší z neporušených podzemních částí. Do skupiny trvalek se nezařazují druhy, které nepřečkají zimu ve volné půdě a druhy, které se z pěstitelských důvodů musí každoročně přesazovat.

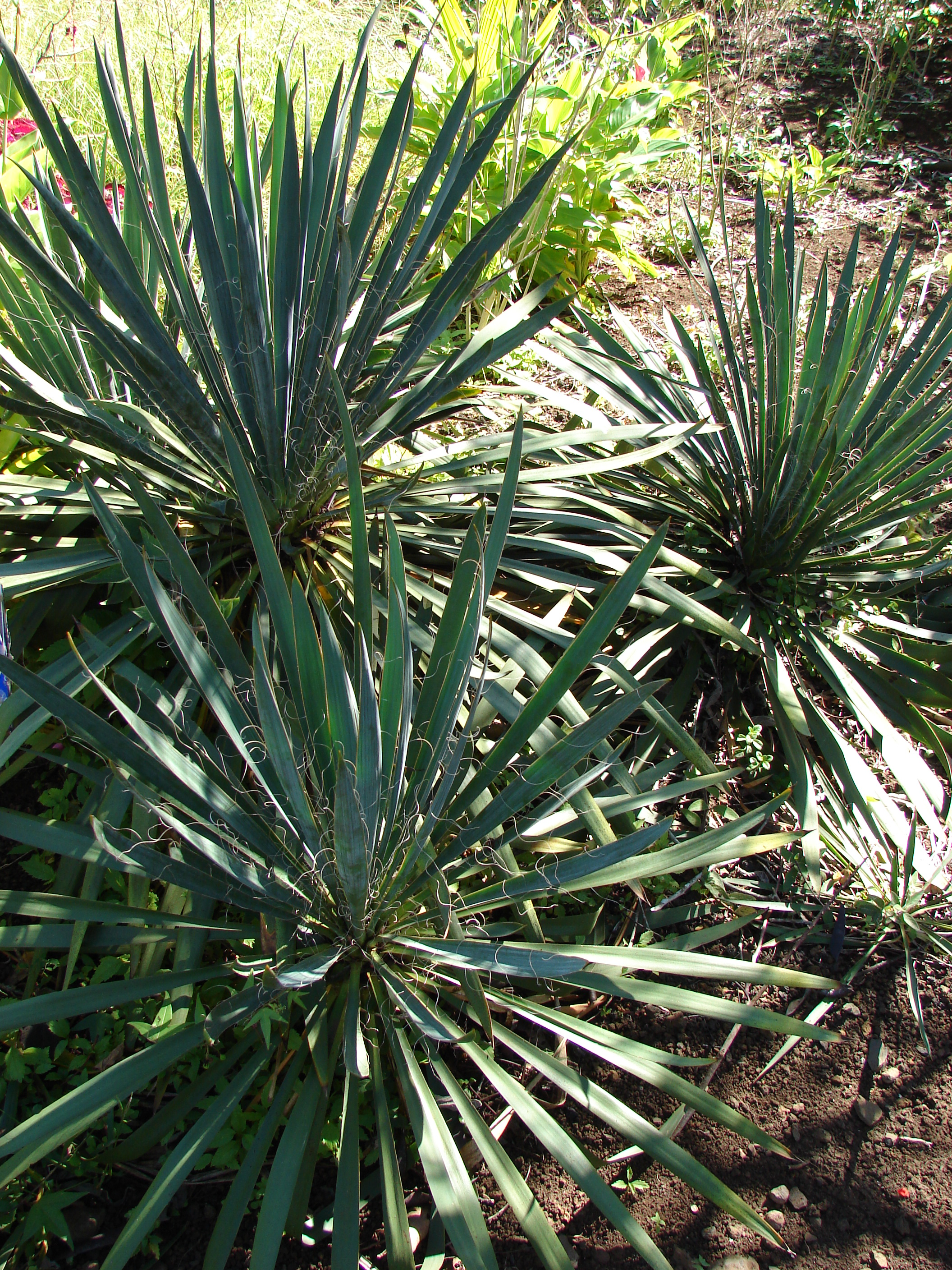
Mezi trvalky u nichž nadzemní orgány přetrvávají přes zimu patří například juka vláknitá

## Etymologie
Pojem pereny je plné synonymum pro termín trvalky ve smyslu vytrvalé, tj. víceleté byliny či zahradní květiny. Termín „trvalky“ je ovšem nejen mladší, ale i širší a čeština ho používá v mnoha oborech lidské činnosti, vznikl především ze snahy odstranit z jazyka cizí slovo. Pereny jsou počeštěným tvarem latinského perenae – vytrvalý. Výraz pereny je ovšem přesnější a proto používaný zejména v odborných zahradnických kruzích (podobně jako konifery, alpinky, annuely aj.). Teprve po roce 1948 se pereny dostaly na druhé místo v odborném jazyce. Dnes se pozvolna vrací na své původní místo spolu s květinami, které označuje.
Čeština zná i starší výraz pro pereny – trvalky. Tím je pojem „ostálky“. Z širšího použití vymizel v průběhu meziválečného období a tento pojem se používá jako české jméno pro rod Zinnia, jehož pěstované druhy jsou ovšem v podmínkách ČR klasickými letničkami.

## Dělení trvalek

### Podle zeměpisné polohy

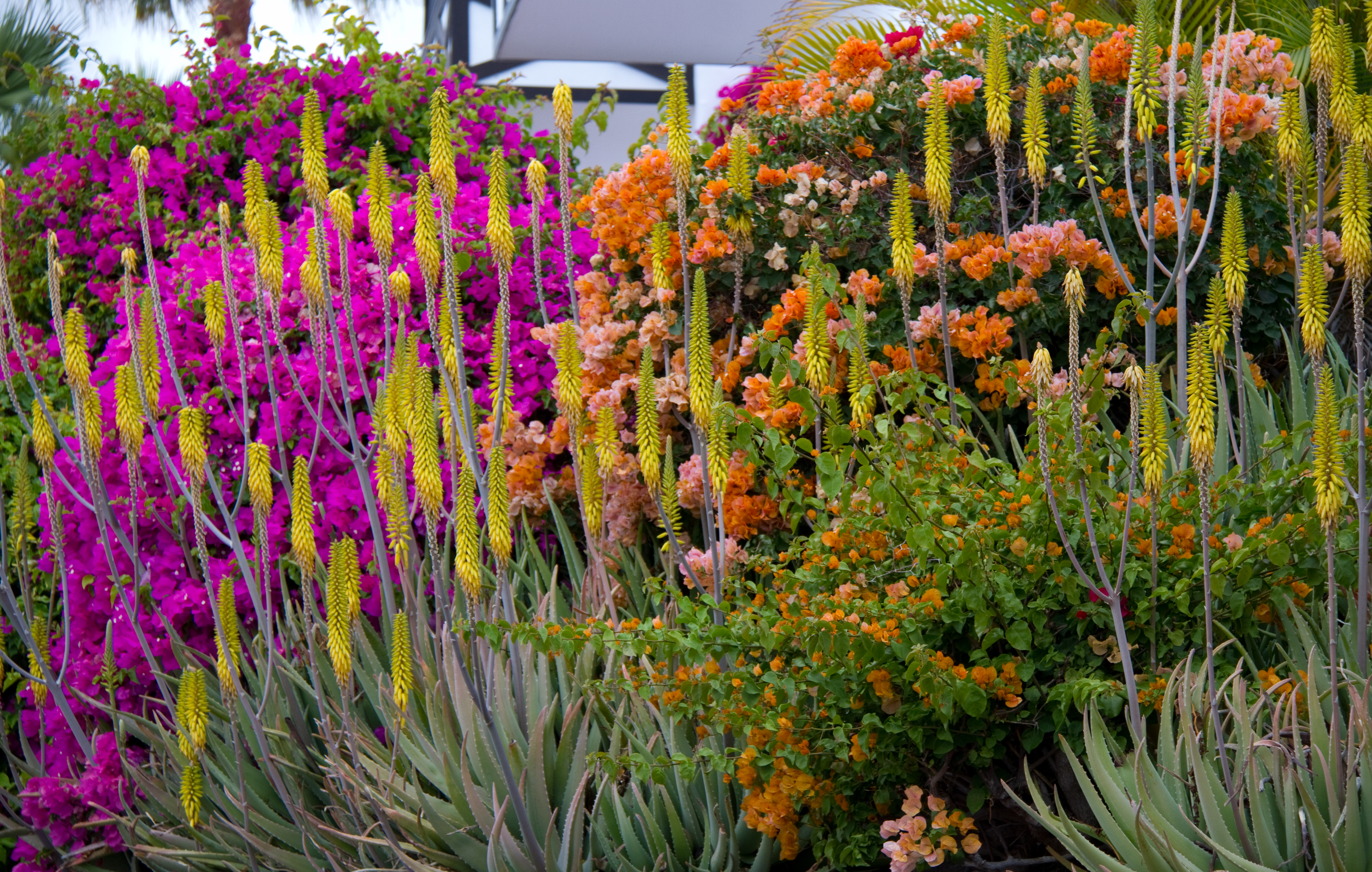
Mnoho tropických vytrvalých rostlin nelze pěstovat v ČR jako trvalky.

Použití trvalek do volné půdy se mění s nadmořskou výškou a zeměpisnou šířkou. Každý stupeň zeměpisné šířky má své typické druhy trvalek. Výskyt rozmanitých druhů trvalek se zmenšuje směrem od tropického pásu k polárnímu. Střední Evropa má optimální podmínky pro různé skupiny trvalek – vlhká, svěží i stinná místa pro trvalky horského původu a chráněná teplá místa pro trvalky jižního původu; musí zde však mít podmínky pro přečkání zimy.

### Podle klimatických typů
Trvalky můžeme rozdělit přibližně do 5 klimatických typů, kde přírodní podmínky odpovídají požadavkům trvalek:

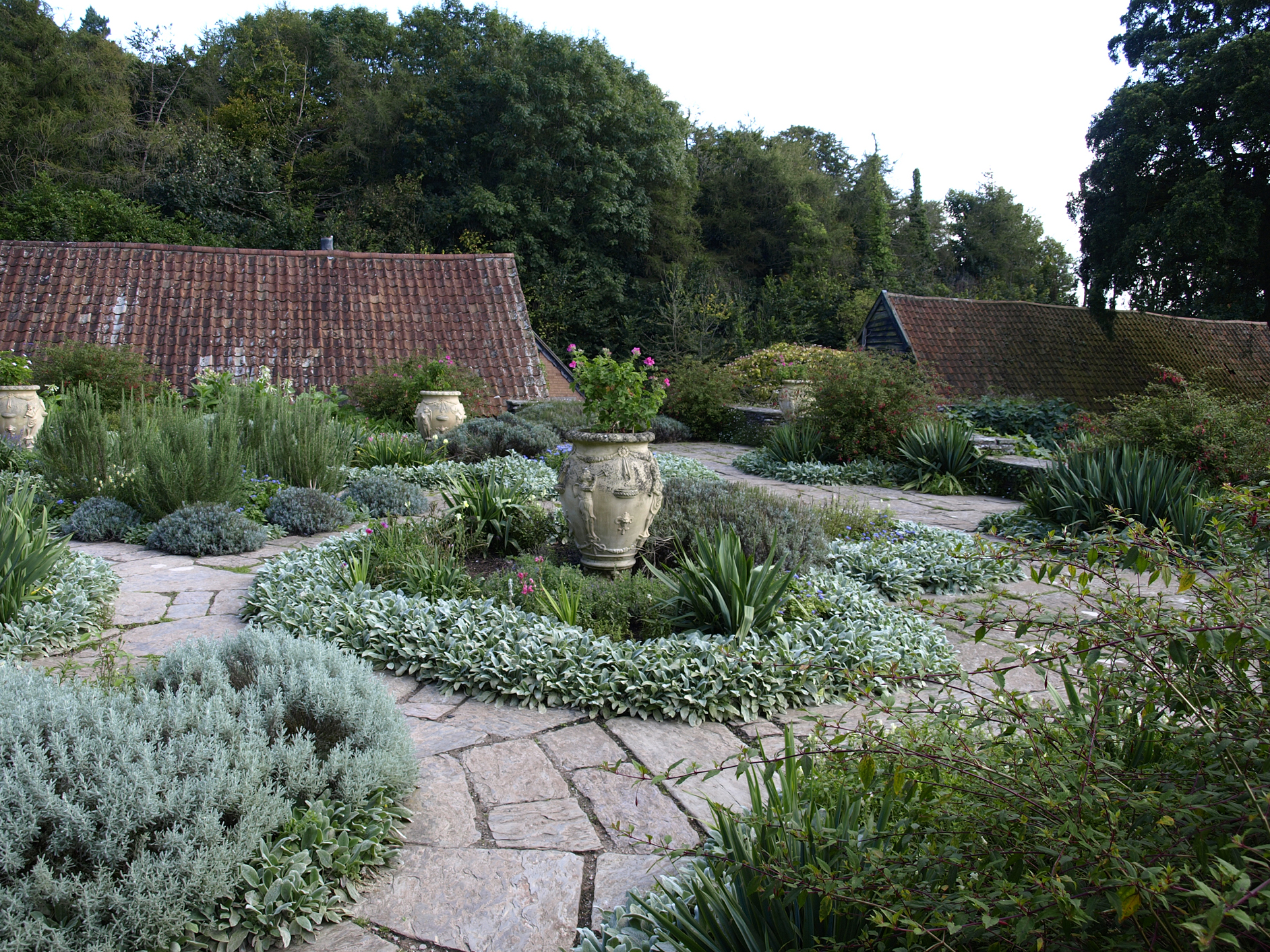
Promyšlené použití trvalek autorkou G. Jekyll v
Hestercombe

- mírné a vlhké podnebí
- mírné a sušší podnebí
- teplejší suché podnebí
- teplejší a vlhké podnebí
- subarktické podnebí

### Podle použití
Podle vzhledu a charakteru trvalek je lze rozdělit na nízké, plazivé, střední a vyšší. Zvláštní význam mají trvalky dekorativní listem, jako samostatná skupina trvalek jsou chápány traviny a kapradíny.

## Původ trvalek
Původ trvalek lze najít jen u čistých botanických druhů. V podmínkách mírného pásu se vyskytují trvalky nejvíce jako kříženci. Vývoj trvalek začal před mnoha milióny let a probíhá celou stupnicí geologických dob, od prvních cévnatých rostlin devonu až po rozmanité rostliny třetihor. Třetihory, období ve kterém byla již klimatická pásma, se staly základem naší dnešní flóry. Na vývoj vytrvalých bylin měla vliv doba arktická v třetihorách, kdy se značně ochladilo a nízké teploty zničily teplomilné rostliny. Po době ledové se trvalky vyvinuly z původních lučních a močálových rostlin, které ustoupily před zimou. Nebyly však stejné, jelikož již došlo ke křížení s tamějšími druhy a k přizpůsobení tamním podmínkám. Proto na novém území vznikaly nové typy a šířily se typy staré. Další vývoj proběhl v rukou člověka, který je dovážel ze vzdálených zemí a pak dále dopěstoval. Tento vývoj byl již velice rychlý a netrval milióny let jako ve volné přírodě.

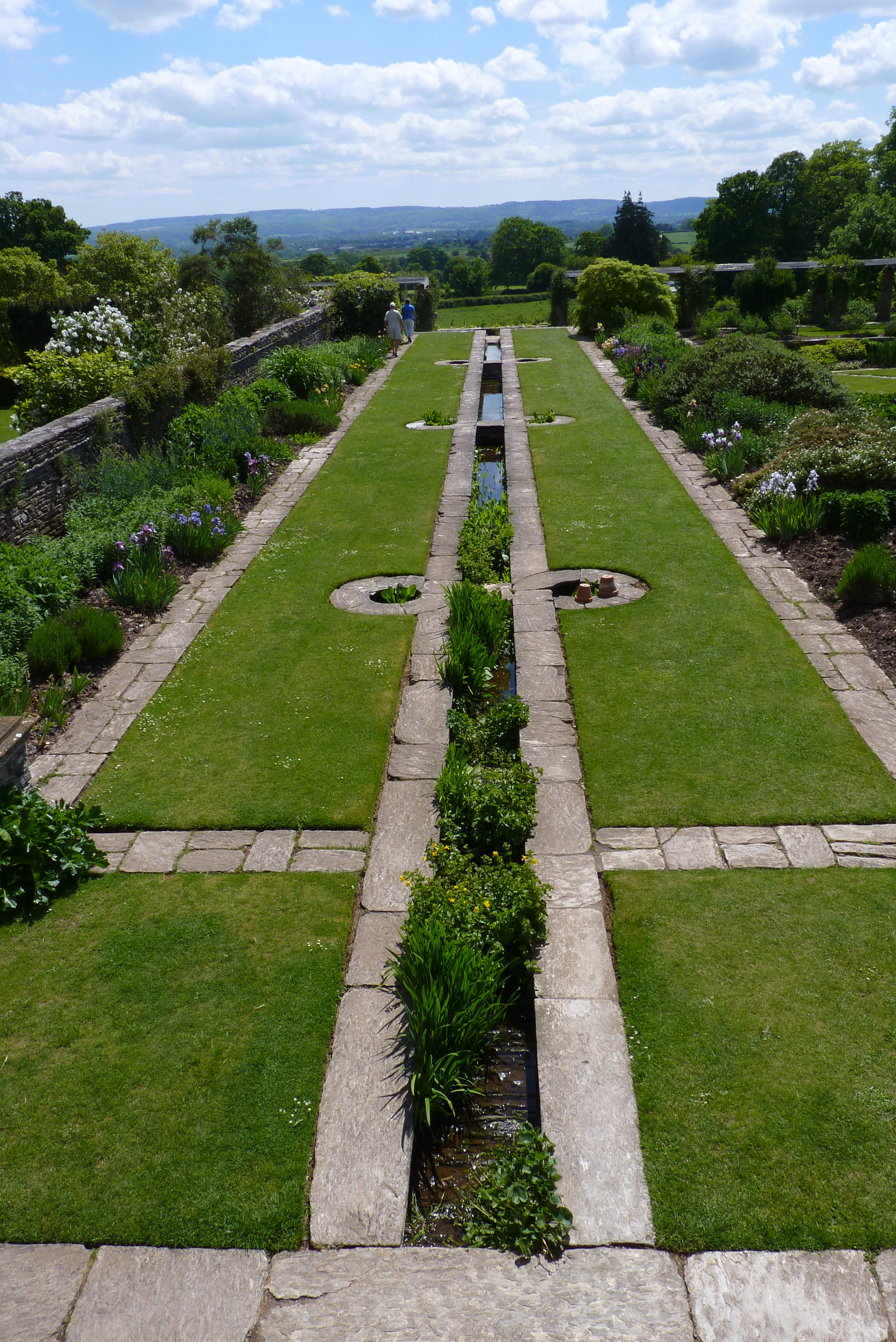
Při použití trvalek není nejdůležitější krása kvetení, důležitý je i celkový vzhled během roku a koncepce výsadby.

## Srovnání trvalek a dalších skupin
Ve srovnání podle délky doby kvetení s cibulovinami, kvetou trvalky mnohem déle. Jestliže cibuloviny kvetou v průměru 2—3 týdny, kvetou trvalky průměrně 4—6 týdnů. Letničky kvetou v průměru mnohem déle než trvalky ačkoliv většinou nikoliv v předjaří a na jaře. U letniček bývá také větší výběr druhů, ale jde o rostliny s krátkou životností, které je nezbytné každoročně vysazovat. Výhodou u letniček je tedy velká variabilita, v některých případech lepší plasticita možností ve výběru druhů kvůli vytrvalým chorobám a škůdcům a tedy zdravotní stav půdy, dlouhé kvetení a vyšší nároky na péči a většinou i náklady. Výhodou letniček je také likvidace vytrvalých plevelů s rytím stanoviště na podzim.
Mezi velké výhody trvalek patří, že po několika letech vytváří zapojené velké trsy kvetoucích rostlin, naproti tomu letničky musí nejdříve narůst. Mnohdy jsou hlavním kritériem estetické vlastnosti. Zcela nezaměnitelné je vytvoření estetických vlastností stanoviště, kde ani výrazné kvetení letniček nenahradí ucelenost zapojené kompozice záhonu suché zídky a skalky nebo xerofytní úpravy z trvalek, třebas všechny druhy právě nekvetou. Letničky tedy nikdy nedosáhnou při použití kvality vkusné kompozice trvalek. Trvalky ovšem nikdy zcela nenahradí zářivé, dlouho a bohatě kvetoucí záhon upravený z letniček.
Obě skupiny rostlin lze ovšem s výhodami kombinovat, jak doporučovala už Gertrude Jekyllová v knize Barvy v květinové zahradě.

## Nároky

### Stanoviště
Vhodnost dané lokality pro pěstování daného druhu určuje její nadmořská výška, okolní terén a poloha v krajině nejen v situování svah či údolí a sever–jih, dále zvlnění pozemku a jeho výsadba, oslunění stanoviště a přírodní útvary, stavby, odchylky a abnormality v krajině (např. lomy) či vodní toky a nádrže v okolí. Důležité jsou všechny faktory ovlivňující především intenzitu osvětlení, vývoj a intenzitu teplot a vlhkost vzduchu na stanovišti.
Není neobvyklé, že i rozlohou malé území může mít lokality s různými podmínkami. Ačkoliv lze pro dané stanoviště druh otužovat a před podmínkami na stanovišti chránit, obecně je lepší volit spíše vhodné druhy pro dané stanoviště, už s ohledem na fakt, že fyziologicky oslabení jedinci jsou napadáni snáze patogeny.

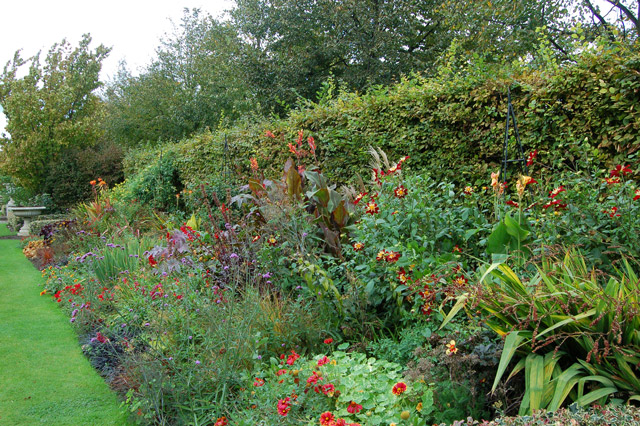
Použití trvalek při výsadbě na postupně vyvýšených záhonech pro zvýšení účinku bylo oblíbeno na konci 19. a na začátku 20. století.

### Půda
Při výběru výsadby je třeba zohlednit vlastnosti půdy na stanovišti a nároky vybraných trvalek. Jelikož trvalky jsou na stanovišti více let, je nutno pečlivě připravit pozemek. Půda musí být hluboko zpracovaná. Půdu je třeba, s ohledem na požadavky druhu rostlin, důkladně prohnojit, zkypřit, odplevelit a upravit povrch. Půdu zryjeme, pro většinu druhů stačí 20–30 cm. Většina trvalek vyžaduje dobrou, humózní, kyprou (obsah půdního vzduchu), propustnou, hlinitopísčitou půdu, bohatou na pohotové živiny (N, P, K). Některé druhy nesnáší jílovité půdy a půdy s obsahem vápníku. Do jisté míry lze vlastnosti půd upravit do těžkých půd lze přidávat kompost s pískem a rašelinou. Do písčité a příliš lehké půdy zapravíme rašelinu, která pojímá a váže vodu, dobrý kompost a těžší zeminu. Chudé půdy lze přihnojovat a obohacovat kompostem, aby živiny nebyly opět splavovány. Příprava půdy pro výsadbu se obvykle provádí na podzim, na jaře se pozemek upraví.
Přihnojování je prováděno podle požadavků jednotlivých druhů trvalek. V nevhodných podmínkách rostliny mění svůj habitus, špatně kvetou a rostou a jsou méně odolné proti chorobám a škůdcům nebo vlivem přehnojení špatně přezimují.
Půda má při výsadbě odpovídat nárokům druhu.

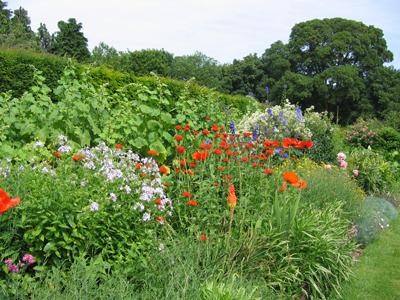
Stejné záhony vytvářela i G. Jekyll. Nejde tedy o to jaké druhy jsou použity, ale spíše jak.

### Odplevelení
Pozemek musí být při výsadbě bezplevelný. Plevele mohou být odstraněny mechanicky nebo chemicky. Je vhodné smysluplně spojit obě ošetření. Většina pesticidů zanechává rezidua v půdě a ovlivňují růst a vývoj výsadby. Na vliv zaplevelení v dalších letech o výsadbě má vliv způsob výsadby, výběr druhu, péče, okolní výsadba ale i zaplevení a druh rostlin v okolí výsadby, včetně dřevin.

### Voda
Nároky na vláhu jsou rozdílné. U mnoha pěstovaných druhů vláhu dodají atmosférické srážky – déšť, sníh a rosa. Zálivka je třeba v létě při déle trvajícím suchu. Provedení závlahy a složení vody při umělé závlaze může poškozovat rostliny a znehodnotit půdu. Je třeba připravit se před výsadbou na požadavky pěstovaného druhu nebo zvolit s ohledem na podmínky jiný.

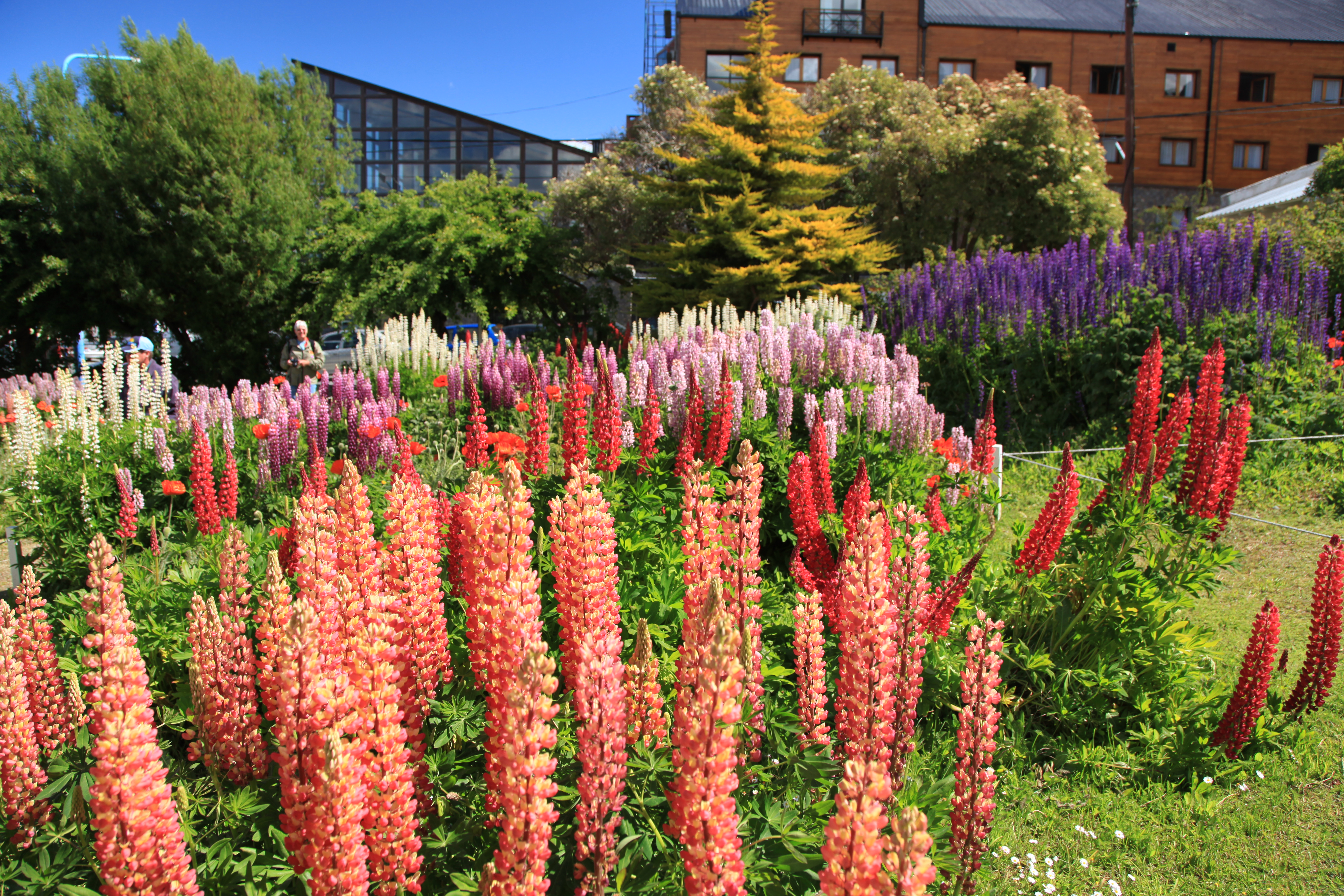
Velmi časté jsou výsadby ve velkých skupinách téhož druhu a odrůdy.

## Použití
Výsadba rostlin vytvářející větší pokryv je možná u některých druhů nízkých trvalek (např. tařice horská, pryšec myrtovitý atp). Některé druhy trvalek mohou být použity k řezu, nebo k sušení a suché vazbě. Další lze použít i jako léčivky. Některé druhy se dají přirychlovat pro kvetení během zimy. Některé druhy lze používat pro výsadbu v nádobách.
Nízké a málo expanzivní druhy lze použít ve skalkách, květnatých zídkách nebo k osazování spár v dlažbě, případně jako náhradu trávníku. Trvalky lze v zahradě použít také pro výsadbu v různě vysokých záhonech, kdy jsou vysázeny ve vhodném výškovém uspořádání jednotlivé druhy, které pak svým kvetením tvoří krásnou barevnou paletu a zdánlivě modelují i celkový terén v zahradě.

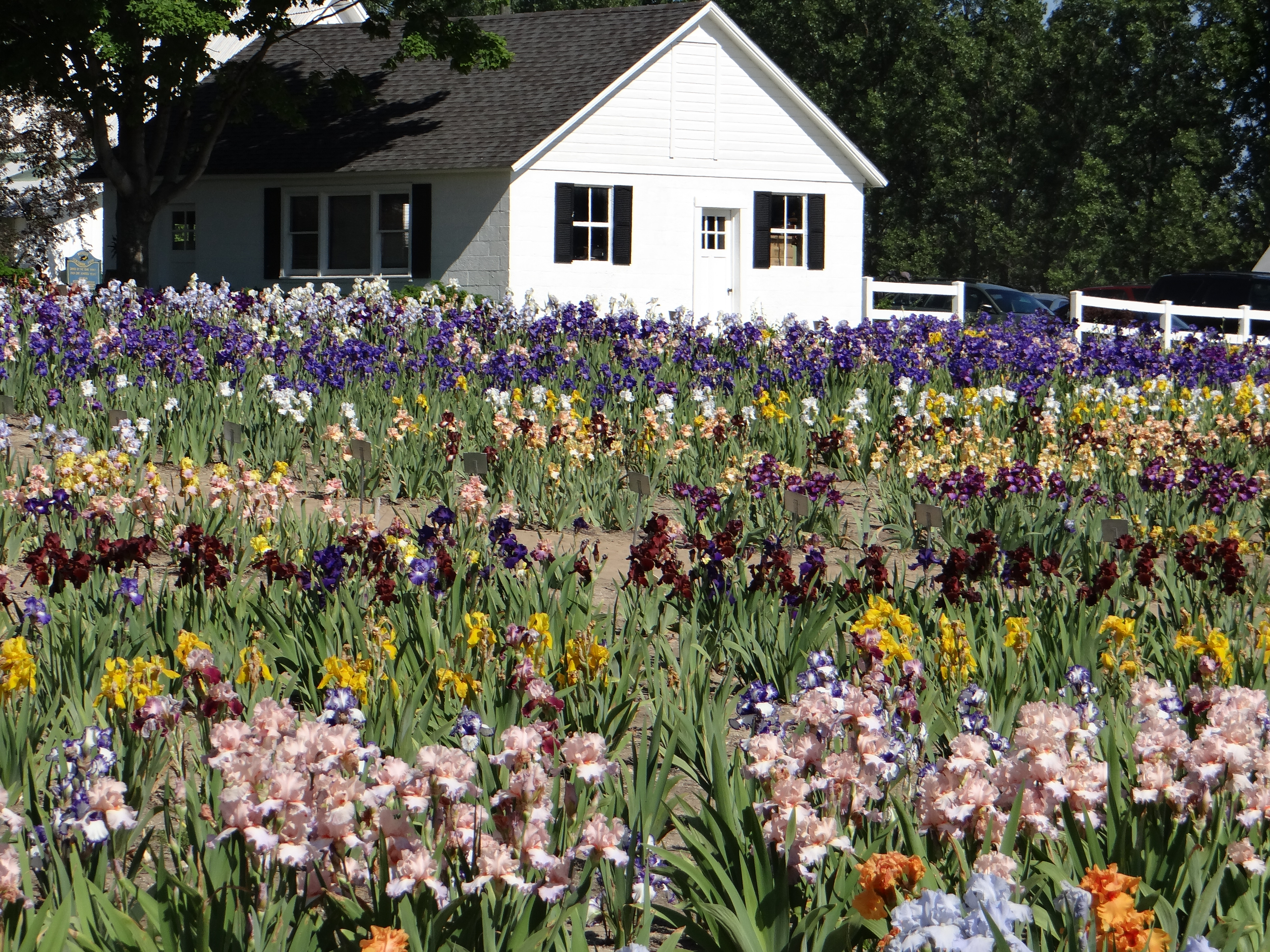
Výsadby bez koncepce mohou být někdy esteticky méně hodnotné.

Ačkoliv lze trvalky vysadit a pěstovat ve velkých plochách je někdy zdůrazňována krása druhu výsadbou menšího množství rostlin ve výrazném kontrastu habitu s okolím. takovým prostředím je trávník nebo jehličnany. Někdy je použito i jednotlivých rostliny jako solitér, zvláště u větších a vyšších druhů trvalek.
Trvalky, zejména menší druhy je třeba umístit v popředí k pozorovateli, v blízkosti míst, kde budou středem pozornosti, v blízkosti odpočívadel, u vchodu do domu, v blízkosti schodišť. Už s ohledem na nároky na údržbu je totiž zbytečné umisťovat drobné druhy tak kde nebudou dostatečně viditelné. Pro zahrady během začátku 21. století (v Evropě v 20. století) jsou často používány vyšší traviny nebo větší trvalky, zajímavé a krásné nejen v době květu. Nicméně je třeba vždy uvážit nejen nároky těchto trvalek , ale i jejich estetické působení v zahradě a zakomponování do celku výsadby.

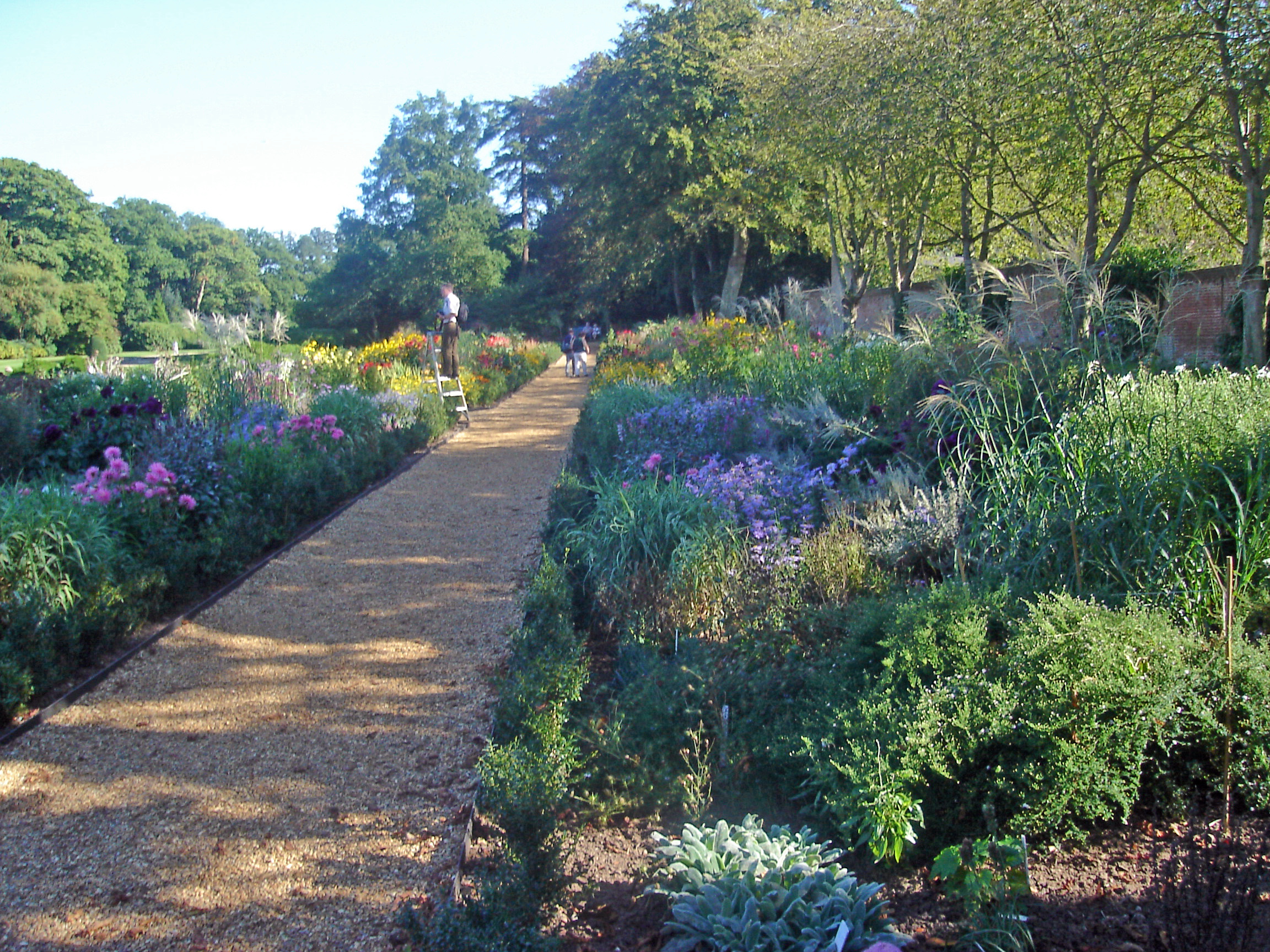
Trvalky nekvetou celý rok. Trvalkový záhon na podzim.

### Cibulnaté a hlíznaté trvalky
Okrasné cibulnaté a hlíznaté rostliny jsou velmi atraktivní součástí trvalkových výsadeb. Za nejvýznamnější jsou pokládány jarní cibuloviny, které kvetou dříve než většina trvalek a prodlužují tak vizuální účinek záhonů. Protože je v trvalkových výsadbách málo žádoucí pravidelně omezovat nebo měnit hlízy a cibule, neboť se tím narušuje zapojená výsadba trvalek. Je proto důležitý výběr dlouhověkých cibulovin a hlíznatých trvalek, druhů které vydrží bez přesazování, se schopností samoregulace populace.

### Kombinace trvalek s ohledem na dobu kvetení
S ohledem na různou dobu kvetení lze jednotlivé druhy kvetoucích trvalek uspořádat tak, aby na zahradě byly rostliny v květu po celý rok. Avšak představu, že celý rok může celá zahrada na všech místech bohatě kvést lze naplnit pouze s použitím letniček a velkou pracností.

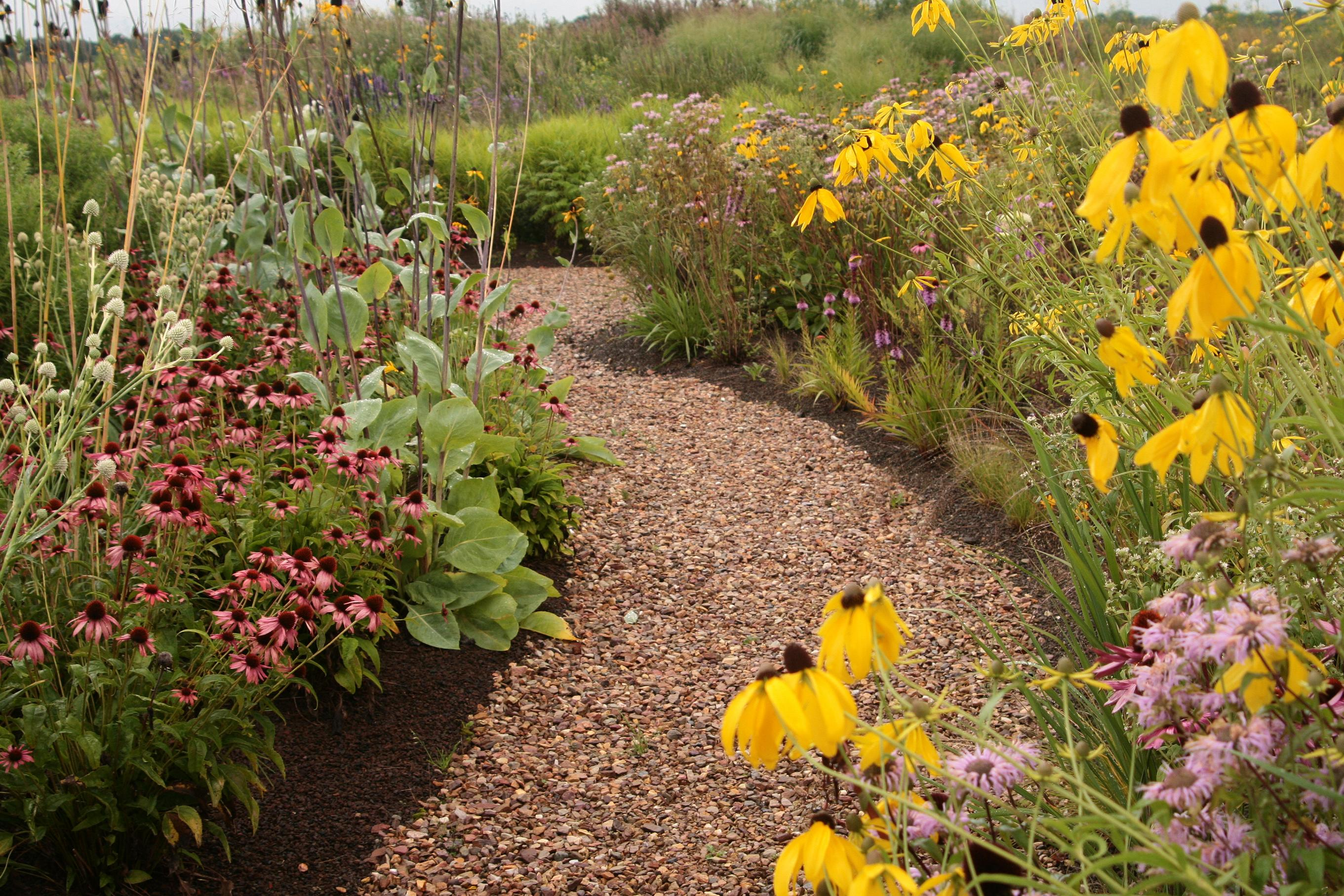
Kombinace vhodných trvalek mohou přesto vytvářet část roku efekty, kterých pomocí letniček dosáhnout nelze.

Přesto byly vyzkoušeny a vyvinuty kombinace druhů trvalek, které mohou na témže místě vytvořit kvetoucí (a nekvetoucí) kombinace v mnoha částech roku. Příkladem je výsadba árónu italského a kapradin. Gertruda Jekkyl kromě toho navrhuje i další řešení, které vyvinula, aby i menší zahrada kvetla co nejdéle a nejvíce:
| „                                                         | …Každá rostlina šateru Gypsophila paniculata když plně doroste, pokrývá prostor dobře čtyři stopy široký. Na každé straně tohoto porostu,… jsem vysadila orientální máky.… raší brzy, rostliny kvetou na začátku léta, když šater teprve začíná vegetaci. Vlčí máky zatáhnou v době, kdy je šater zcela vyvinut a ten pak zaplní prázdné místo. Po odkvětu plodenství (šateru) hnědnou …(což) není žádoucí ve velkých plochách.… (proto jsou zde i) lichořeřišnice a jsou vedeny tak, aby pokrývaly větší část hnědých stvolů výhony. Stračky, které jsou nezbytné pro červenec, ponechávají holé stonky s rychle žloutnoucími listy, když odkvetou. Lze za nimi vysadit rostliny bílých hrachorů širolistých, a opět za nimi plamének Clematis Jackmanni. Když stračky odkvétají, jsou řezem odstraněny rychle se tvořící stonky s plody a omezeny jen na správnou výšku a bílé hrachory jsou upraveny nad nimi. Když hrachory rozkvétají v polovině srpna, plamének se rozrůstá přes ně.… …Ti, kteří to nevědí, si mohou myslet, že pěstování zahradních trvalek nejlepších druhu je snadné. Není vůbec jednoduché. Trvalo mi půl života jen abych zjistila, co je nejvhodnější, a většinu z další poloviny zkouším rozluštit jak toho dosáhnout. | “ |
| — Barvy v květinové zahradě, Gertrude Jekyll, 1843 – 1932 | |   |

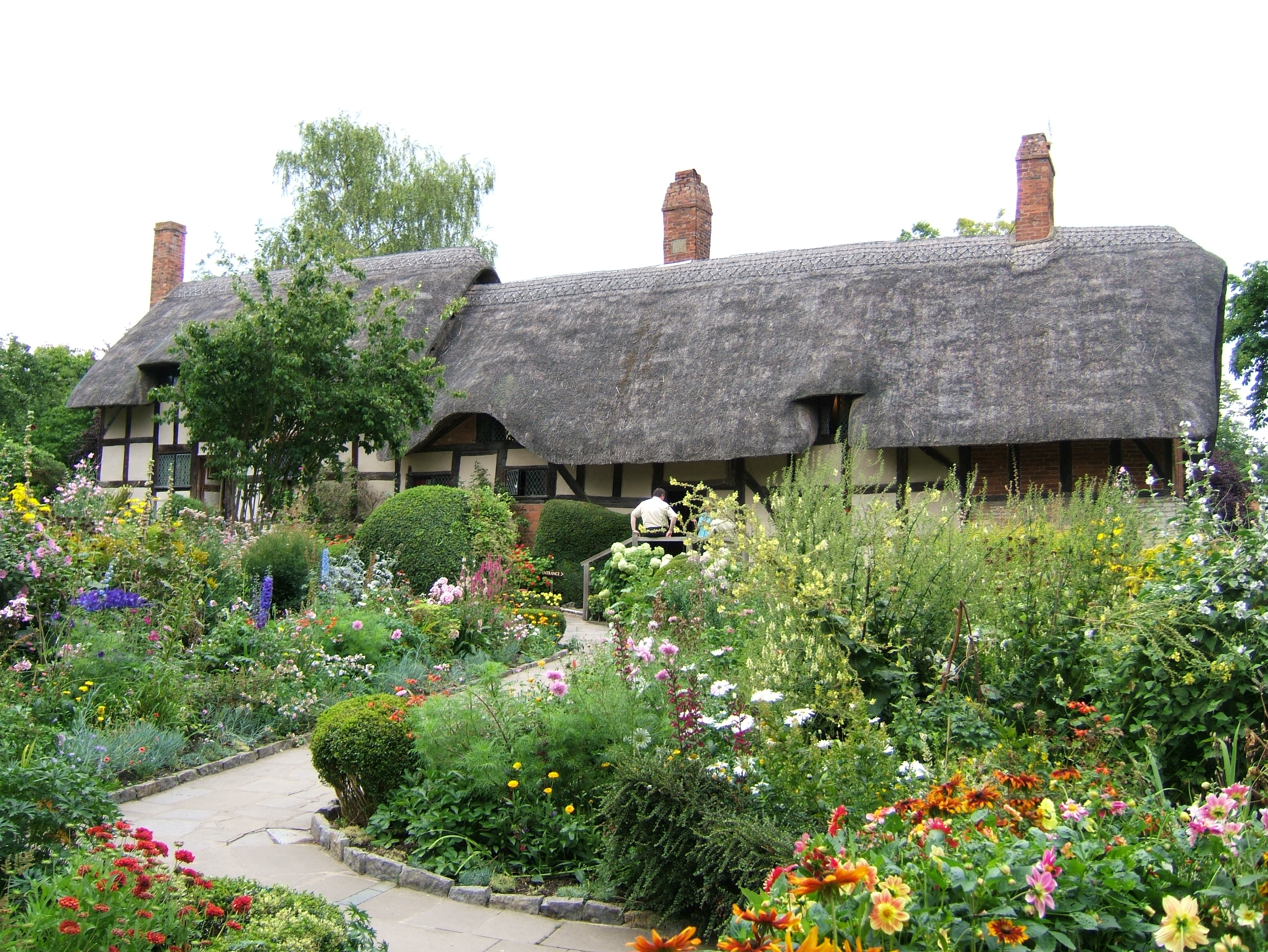
Velké trvalkové výsadby jsou obvykle náročnější na údržbu než jakékoliv jiné výsadby.

### Použití netradičních trvalek
Kombinace původních nebo dokonce místě běžných druhů vytrvalých rostlin jsou oblíbeny v přírodní zahradě a celková změna názoru změny pojetí krásy mají vliv na použití i jiných druhů trvalek než výrazně kvetoucích nebo pestrolistých. Cit pro přirozenou krásu v koncepci zahradní architektury před násilím zjevně umělých konstrukcí však rozvíjela už generace autorů v 19. století od H. Reptona po G. Jekyllovou. Je samozřejmě nutné i výsadbu původních druhů nějak naplánovat a udržovat, aby bylo dosaženo předpokládaného efektu.
| „                                                         | Blízko za zvonky se rozrůstá listoví mateřídoušky které se sem vloudilo z trávníku a šíří se široce přes kámen. Naštěstí jsem ji zachránila… …a pořád mne těší jeho světlerůžové květy a než mne povinné projetí sekačky okrade o jiné malé malé květiny - jestřábník (Hieracium), vítod obecný (Polygala vulgaris) a svízel syřišťový (Galium verum) - květiny kvetoucí tak statečně v intervaly mezi nemilosrdnými, ale nepostradatelnými pokosy trávníku. | “ |
| — Barvy v květinové zahradě, Gertrude Jekyll, 1843 – 1932 | |   |